# Mesquita Muhammad Alí

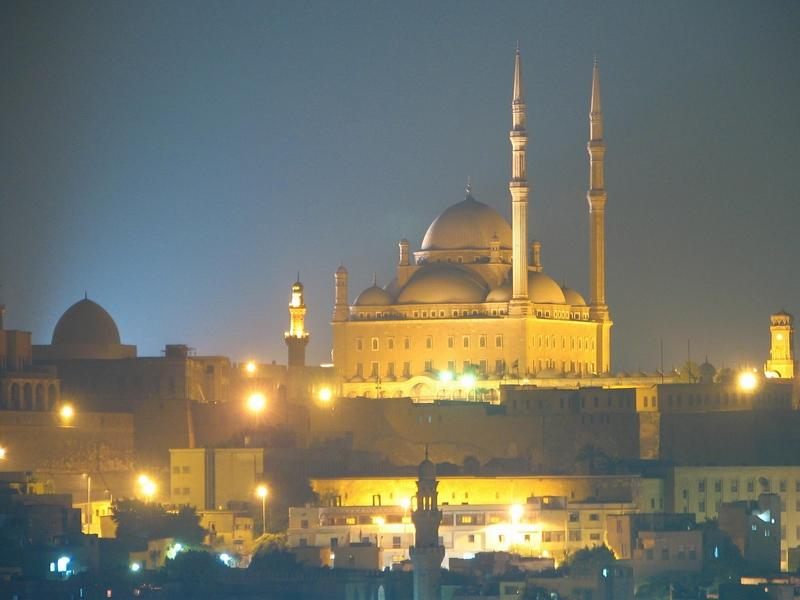
La mesquita vista de nit

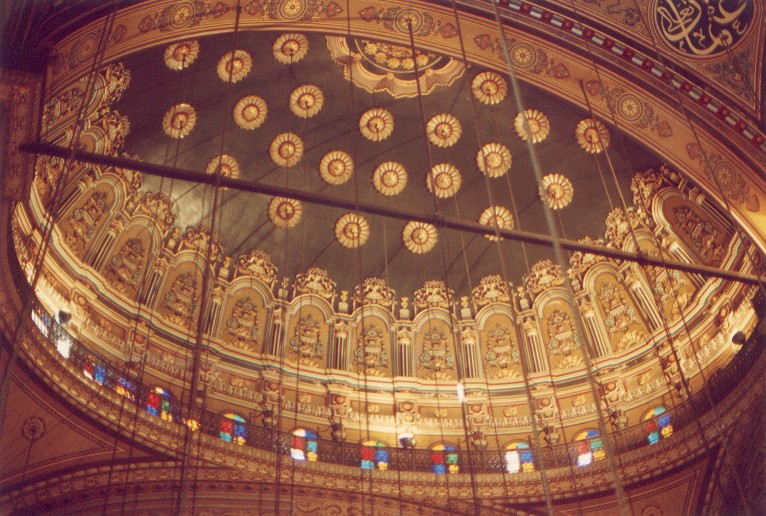
Vista interna de la un de les mitges-cúpules

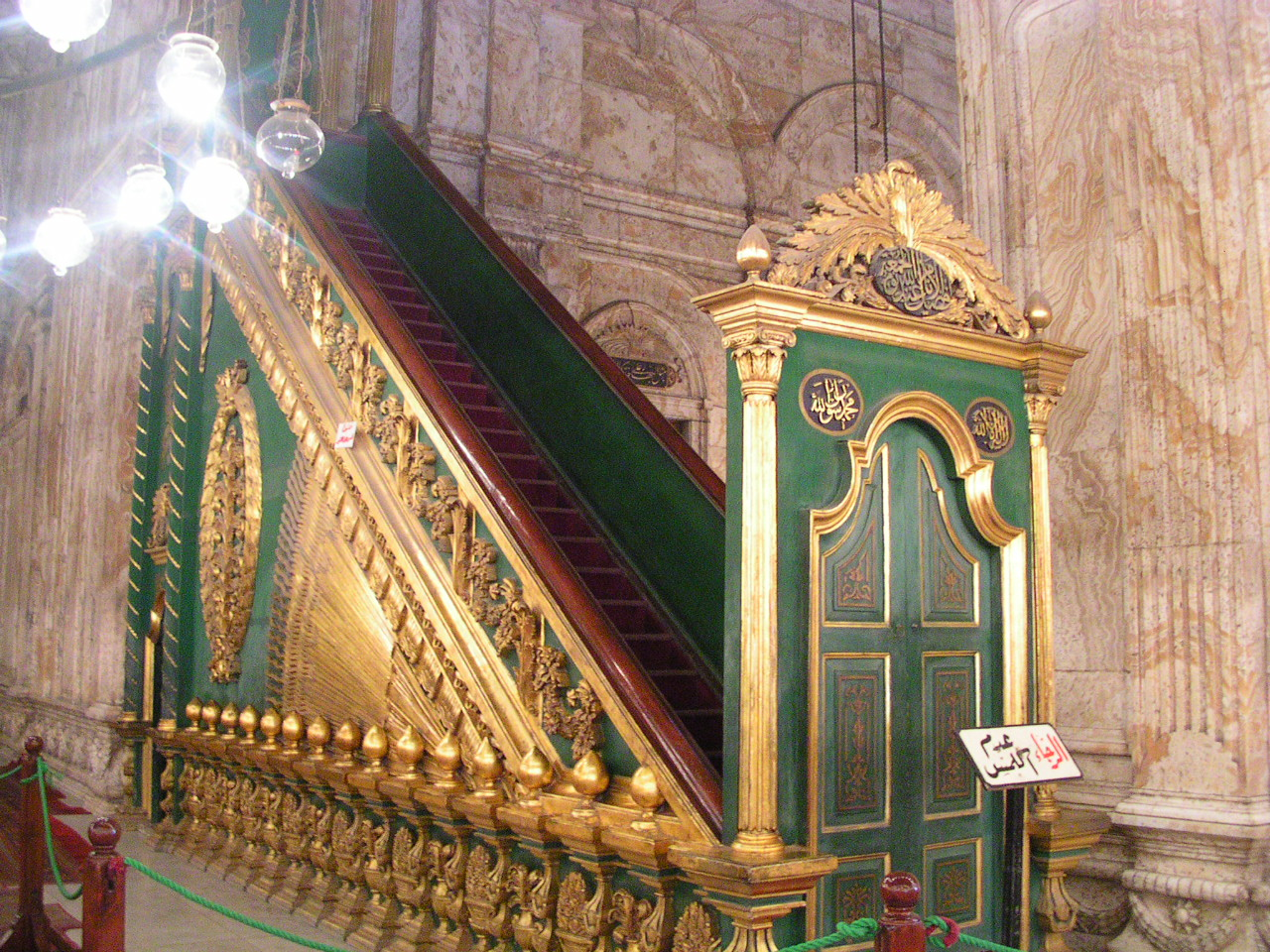
Minbar de fusta de cedre

La mesquita Muhammad Alí (àrab: مسجد محمد علي, masjid Muḥammad ʿAlī) és un santuari islàmic de la ciutat del Caire, la capital de la república egípcia. Inscrita al perímetre de l'antiga ciutadella de Saladí, va ser construïda sota el virrei Muhàmmad Alí Paixà, que li ha deixat el seu nom. Aquest edifici emblemàtic de la ciutat del Caire va ser edificat de 1830 a 1848 i s'inspira àmpliament de l'arquitectura tradicional otomana.
La primera pedra es posa l'any 1830, sota el regnat del virrei Muhàmmad Alí Paixà, considerat com el pare d'Egipte modern. La implantació sobre un lloc dominant el conjunt de la ciutat sembla haver estat motivada per aspiracions polítiques i és de vegades vista com un símbol de la voluntat d'emancipació del que llavors era una llunyana província de l'imperi otomà. Diverses edificis de l'època mameluca són destruïdes per tal de deixar lloc a la mesquita, els plànols de la qual són confiats a un arquitecte grec d'origen bosnià, Yusuf Buchnaq. Assistit per l'enginyer egipci Ali Hussayn, aixeca un edifici calcat sobre les grans mesquites imperials d'Istanbul i més específicament sobre la mesquita blava, amb la qual té moltes similituds. El gruix de l'obra és acabat l'any 1848, però els treballs de finalització continuen fins a l'any 1857. Aquell mateix any s'hi trasllada la tomba de Mohammed Ali.
L'any 1899, apareixen unes fissures que palesen defectes en la concepció de l'edifici. Aquestes van augmentant i fan imprescindible una campanya de restauració radical sota el regnat del rei Fuad I. S'enderroquen parcialment les cúpules i es reforçen els fonaments de l'edifici, abans de reconstruir-les idènticament. Els treballs comencen l'any 1931 i no s'acaben fins vuit anys més tard, sota el regnat del rei Faruk I. Aquesta campanya de reconstrucció haurà costat en total a prop de 100.000 llibres egípcies.
D'un punt de vista arquitectònic, la mesquita s'inspira àmpliament en canons otomans. Té la planta de les grans mesquites imperials com la mesquita blava, de la qual s'inspira àmpliament. Així, la mesquita Mohammed Ali li manlleva la cort quadrada o sahn a cel obert i vorejada d'arcades i la cascada de cúpules i de mitges-cúpules. La sala de prec forma un conjunt quadrangular articulant-se al voltant de la cúpula central, la qual ateny una alçada de 52 metres per a un diàmetre de 21 metres. És apuntalada per una sèrie de quatre mitges-cúpules, que completen encara quatre cúpules més petites en cadascun dels angles del santuari. Totes són adornades en la part interna de pintures i de recobriments daurats, mentre els murs de la mesquita incorporen alts panells d'alabastre que s'aixequen més d'onze metres. Per aquesta particularitat se'l dia de vegades la «mesquita d'alabastre».
La mesquita protegeix la tomba en marbre de Muhàmmad Alí Paixà, que és a la part sud-est del santuari. És envoltat d'una reixa de bronze dirigida al final del segle xix. El mirhab, sobresurt, coronat amb una mitja cúpula. La mesquita presenta a més la particularitat de tenir dos minbars, un de fusta de cedre esculpit i daurat i l'altre d'alabastre, dirigida a petició del rei Faruk I.
Entre altres curiositats hi ha igualment un rellotge monumental en coure ofert pel rei dels francesos Lluís Felip I de França l'any 1845 per a agrair les autoritats egípcies haver cedit l'obelisc de Luxor, instal·lat l'any 1836 a la Plaça de la Concorde a París. Espatllat en el transport, el rellotge tanmateix mai no ha funcionat.
Dos minarets esvelts voregen la mesquita. Inspirats igualment en l'arquitectura otomana, tenen gairebé 84 metres.

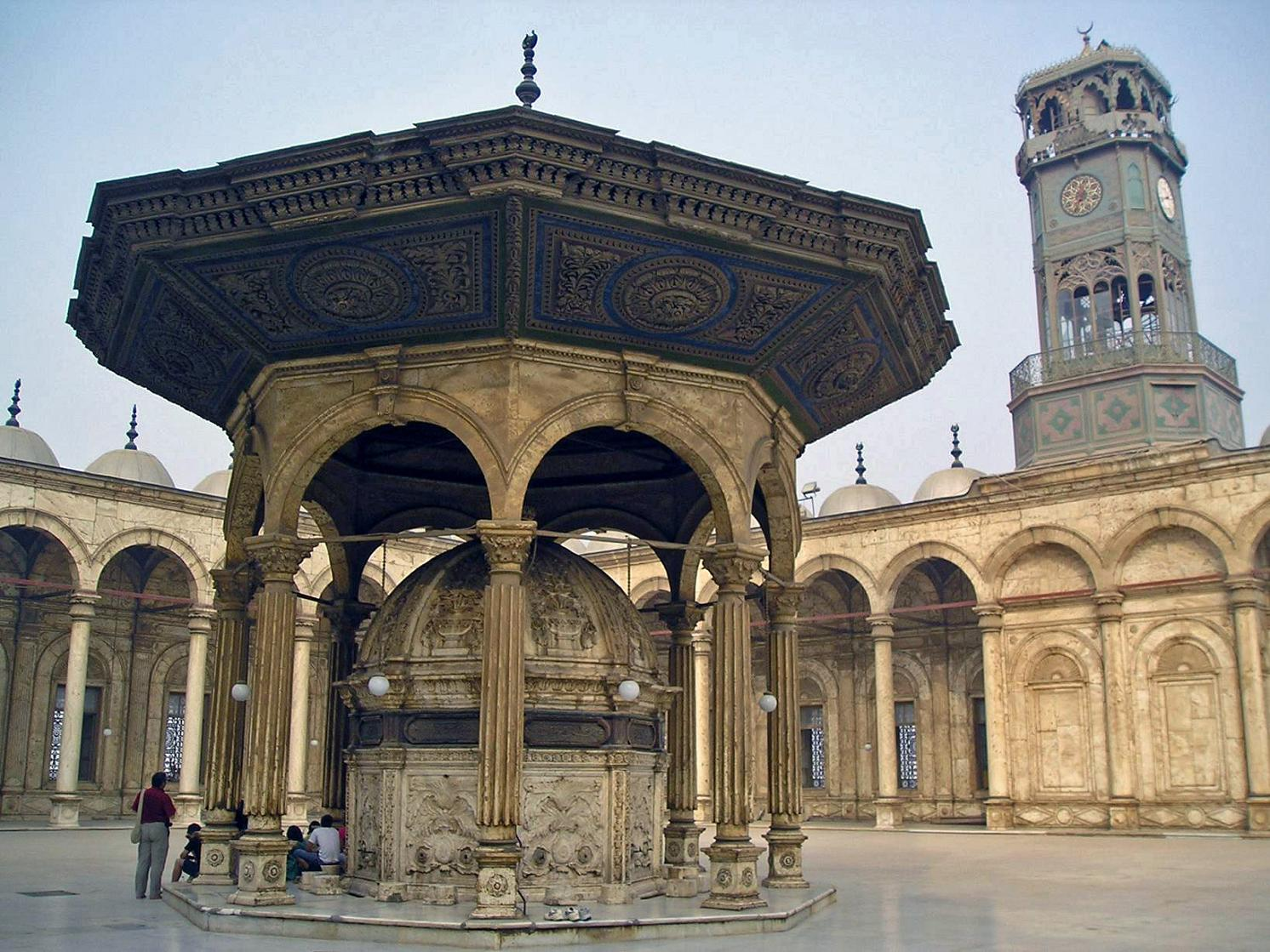
El pati (sahn) de la mesquita i la torre del rellotge
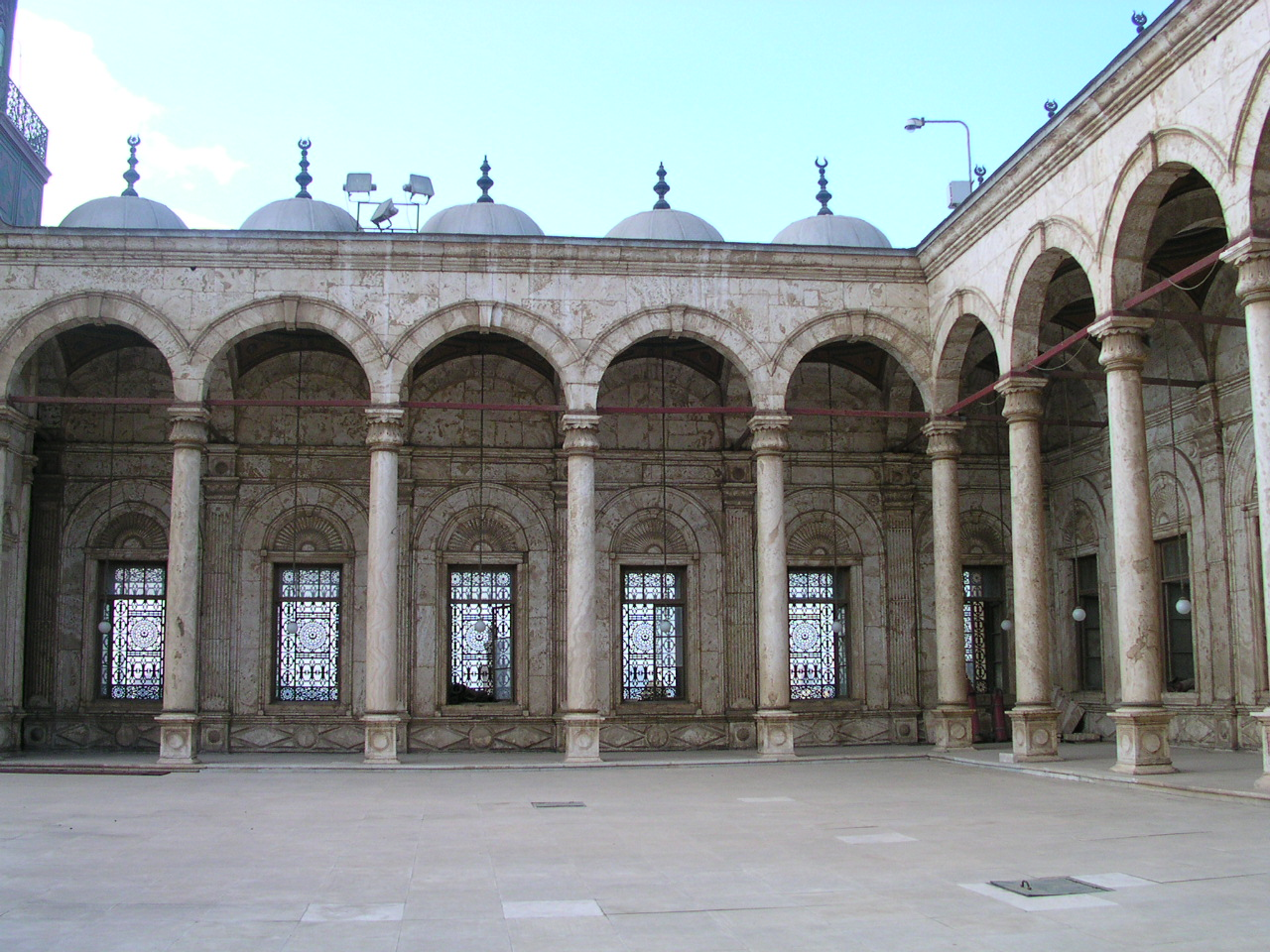
Arcades del pati de les ablucions, d'alabastre.
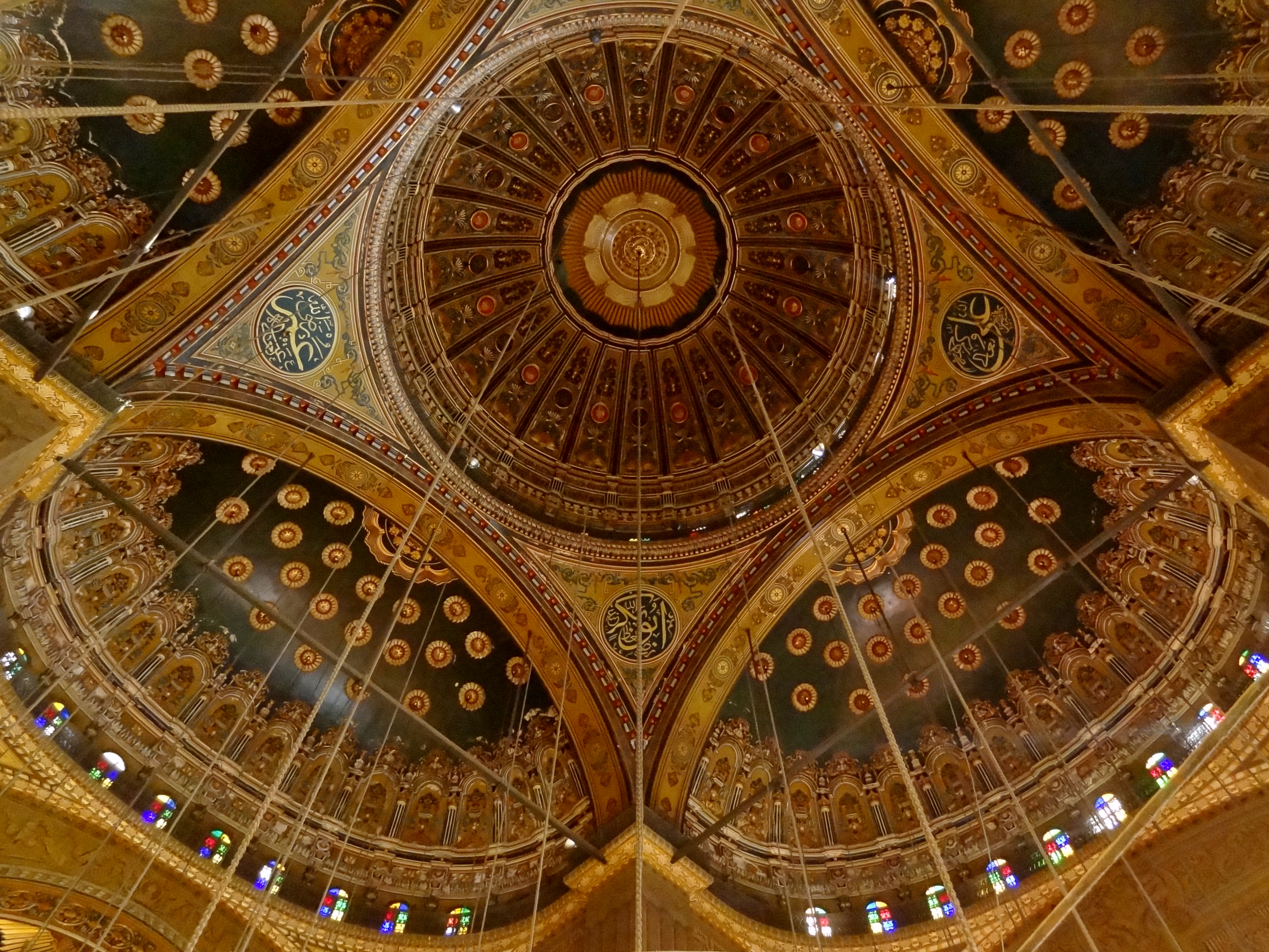
Decoració de l'interior de las cúpules
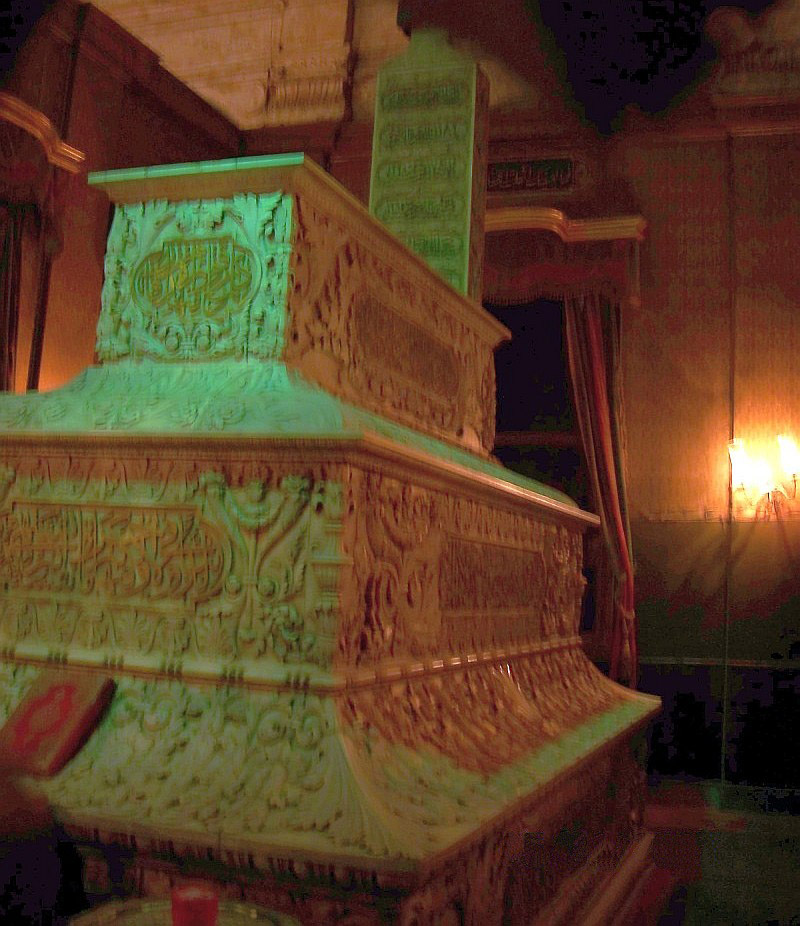
La tomba de Muhammet Alí, esculpida en marbre de Carrara.
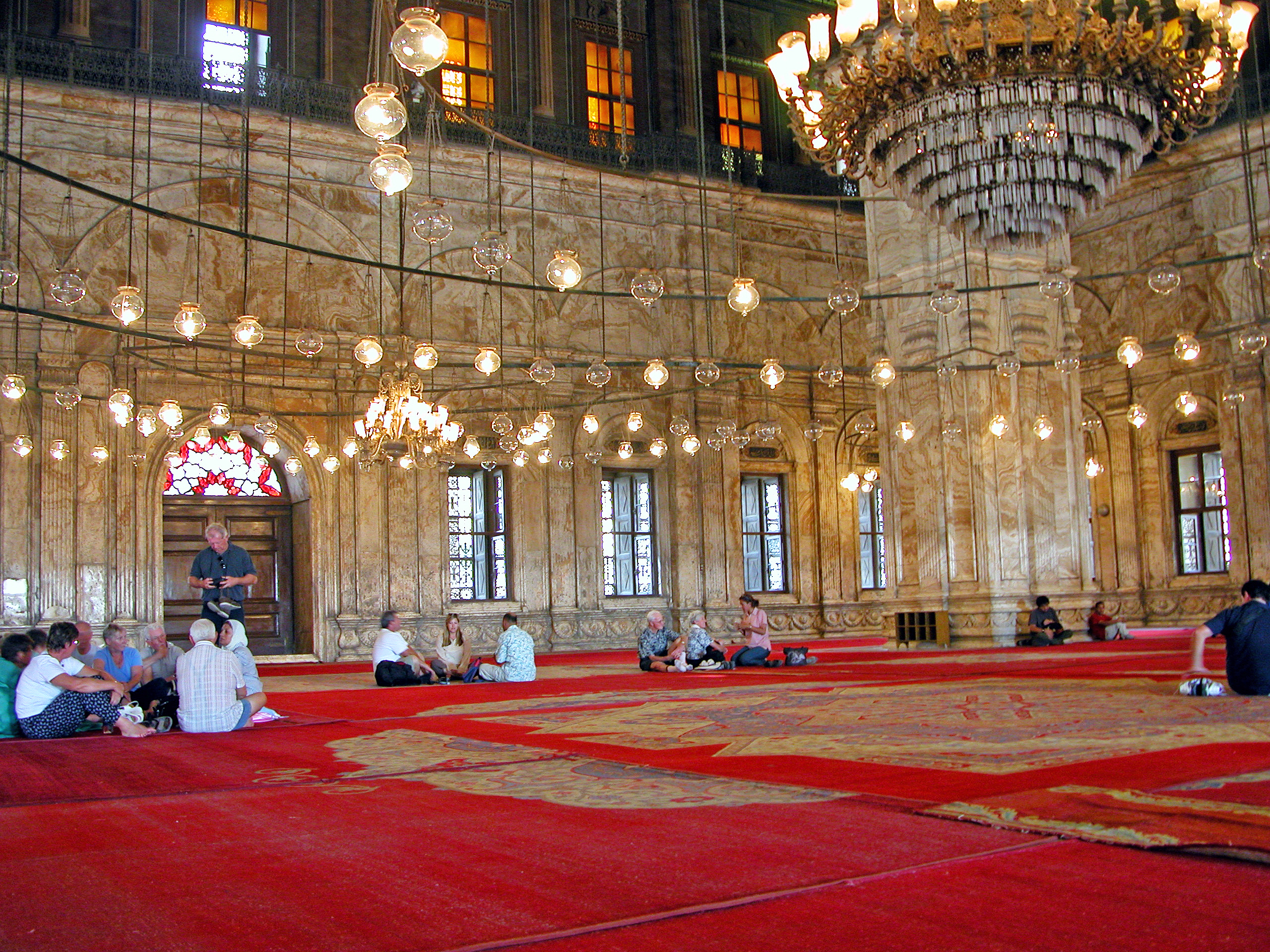
La sala de pregaria
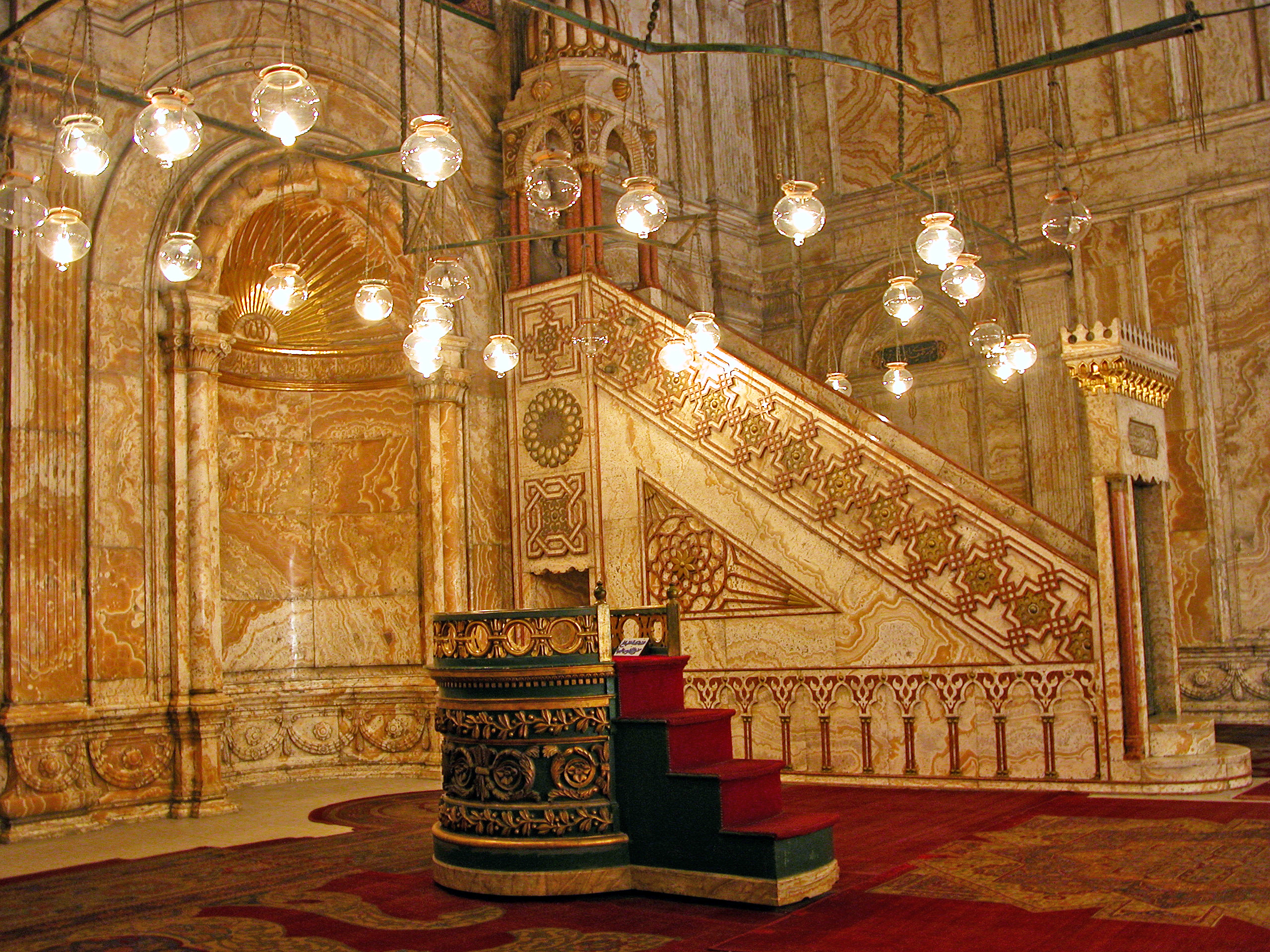
Minbar